# Carl Daniel Voigts
Carl Daniel Voigts (* 1747 in Braunschweig; † 8. März 1813 in Kiel) war ein deutscher Kupferstecher und Porträtmaler.

## Leben

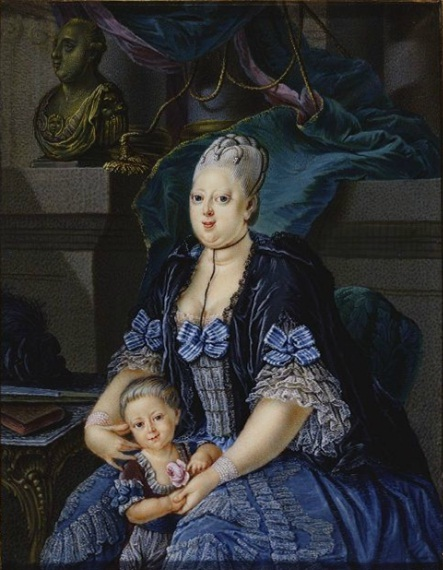
Voigts Porträt der Königin Caroline Mathilde (1773) in der Royal Collection, London

Voigts wurde am 30. Juli 1747 in Braunschweig getauft. Über seine Ausbildung ist nichts überliefert. Um 1773 bis 1777 war er in Celle tätig und schuf dort neben datierten wie signierten Miniaturbildnissen der verbannten Königin Caroline Mathilde ein Bildnis des hannoverschen Offiziers Wilhelm von Alten.
Ab 1778 war er in Schleswig tätig und Friedrich Christian Carstens war in der Zeit von Ostern 1778 bis Ostern 1781 sein Schüler. Anschließend wechselte er nach Kiel, wo er sich am 24. März 1794 trotz günstiger Bewerbungsvoraussetzungen erfolglos um die Stelle als Universitätszeichenlehrer bewarb. Er war bis zu seinem Lebensende als Zeichenlehrer an der Kieler Stadtschule tätig. Hier entstanden Professorenporträts und Ansichten Schleswig-Holsteins, die auch in Subskription und als Mappen zu beziehen waren. Seine Arbeiten befinden sich überwiegend in Museen Schleswig-Holsteins und Dänemarks. Voigts war auch als Wachsbossierer tätig.

## Werke (Auswahl)
- 1793: Altargemälde „Himmelfahrt Christi“ ehemalige St. Michaeliskirche zu Schleswig[2]
- Karte von der Stadt Kiel
- 1805: Die Schleuse von dem Canal zu Knoop. (kolorierter Kupferstich, hier als Lithografie angegeben, nachträglich verbessert)
- 1805: Luisenlund an der Schley. (kolorierter Kupferstich)
- 1805: Flemhude mit dessen See. (kolorierter Kupferstich)
- 1805: Neumühlen an der Schwentine (kolorierter Kupferstich)